# Christian Holm (politiker)
 Der er flere personer med dette navn, se Christian Holm.
Christian Frederik Holm (født 28. juli 1867 i Taarbæk, død 24. februar 1939) var en dansk grosserer og politiker.

## Karriere
Han blev student fra Birkerød Kost- og Latinskole 1889, tog filosofikum 1890 og blev 1892 løjtnant i Gardehusarregimentet. Dernæst blev Holm uddannet i Königsberg og London fra 1893 og indtrådte efter sin hjemkomst 1894 i familiefirmaet Jacob Holm & Sønner.
Han blev formand for Aktieselskabet Theodor Møllers Olieraffinaderi 1905 og var formand for Foreningen til Hovedstadens Forskønnelse 1910-12, 1920-26 og igen fra 1934 til sin død. Han var sekretær i Foreningen af 9. December 1859 fra 1909 og bestyrelsesmedlem i Fængselsselskabet i København. Han var involveret i mange lokalpolitiske sager i København, således restaureringen af Christianshavns Vold (1916) og af indsamlingen til Grundtvigskirken. 1918-30 var han præsident for Det Danske Spejderkorps. 1918 blev han Ridder af Dannebrog.

## Politiker
Han var politisk konservativ og leder af protestbevægelsen mod J.C. Christensens indtræden i regeringen 1909 (Protest-Udvalget og Folketoget af 29. August 1909 mod J.C. Christensen). 1921–24 var han medlem af Folketinget (valgt i Søndre Storkreds), hvor han 1922 stemte mod forsvarsordningen. 1928 var han ledende i bevægelsen mod opførelsen af radiofonibygningen ("Stærekassen"), hvilket bragte han i konflikt med andre medlemmer af Foreningen til Hovedstadens Forskønnelse.
Han blev gift 5. november 1901 i Vor Frue Kirke med Karen Rohde (12. februar 1882 i København – ?), datter af grosserer, etatsråd J.G. Rohde (1849-1921) og Julie Martine Wienberg (1854-1924).
Der findes et portrætmaleri af Heinrich Dohm fra 1928.